# Gare de Bessières
La gare de Bessières est une ancienne gare ferroviaire française de la ligne de Montauban-Ville-Bourbon à La Crémade, située sur le territoire de la  commune de Bessières, dans le département de la Haute-Garonne en région Occitanie.
Elle est mise en service le 15 décembre 1884 par la Compagnie des chemins de fer du Midi et du Canal latéral à la Garonne (Midi) et fermée dans les années 1950.

## Situation ferroviaire
Établie à 108,02 mètres d'altitude la gare est située au point kilométrique (PK) 242,22 de la ligne de Montauban-Ville-Bourbon à La Crémade, entre les gares fermées de La Magdelaine-sur-Tarn et Buzet-sur-Tarn.

## Histoire
La gare de Bessières est mise en service le 15 décembre 1884 par la Compagnie des chemins de fer du Midi et du Canal latéral à la Garonne (Midi), lorsqu'elle ouvre à l'exploitation la section de la gare de Montauban-Ville-Bourbon à la  gare de Saint-Sulpice sur la ligne de Montauban à Castres.
Elle ferme définitivement en 1950.
Le nouvel itinéraire de la route départementale 630 sera construit sur les anciennes emprises ferroviaires.

## Galerie

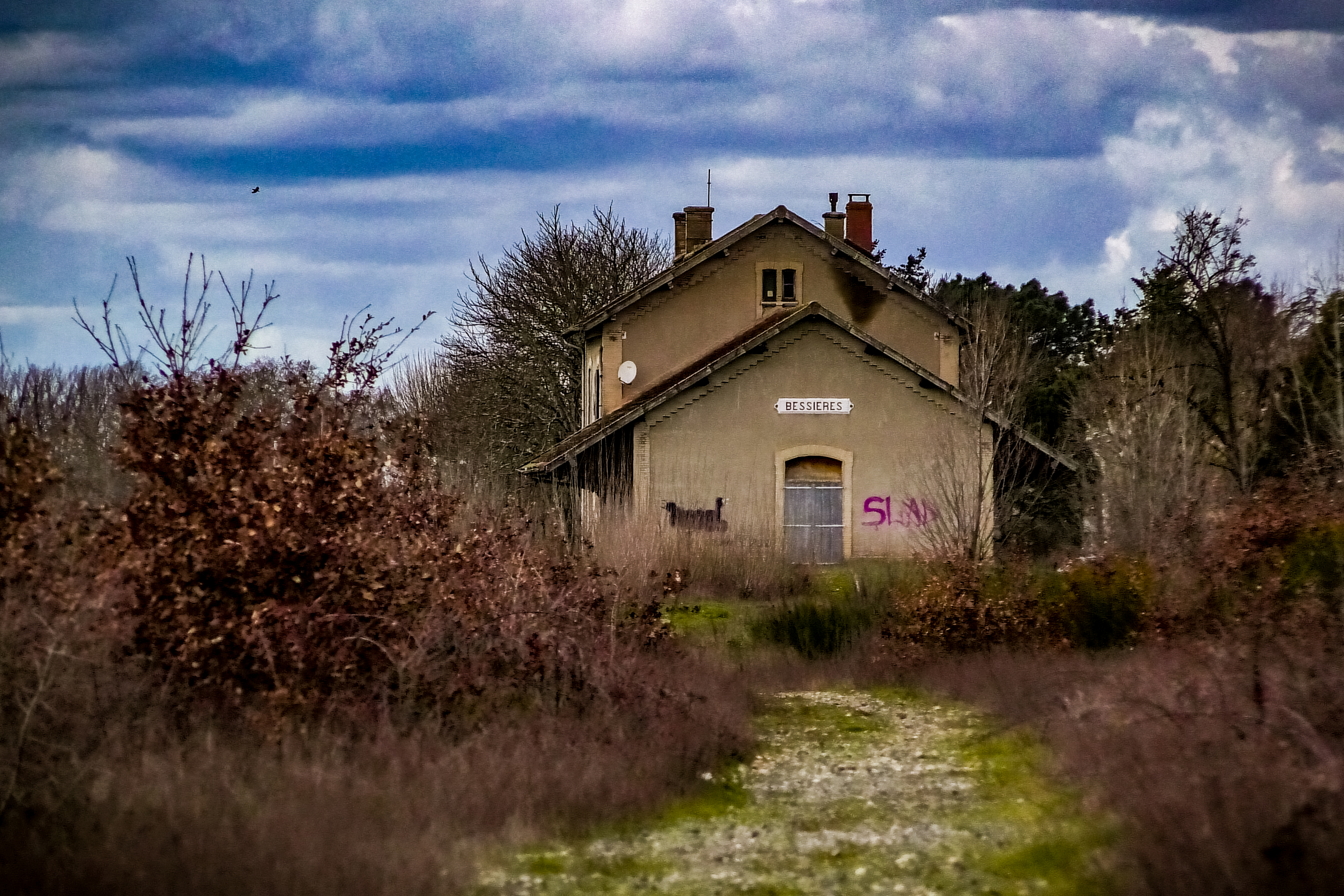
La gare vue depuis les anciennes voies en provenance de Buzet.
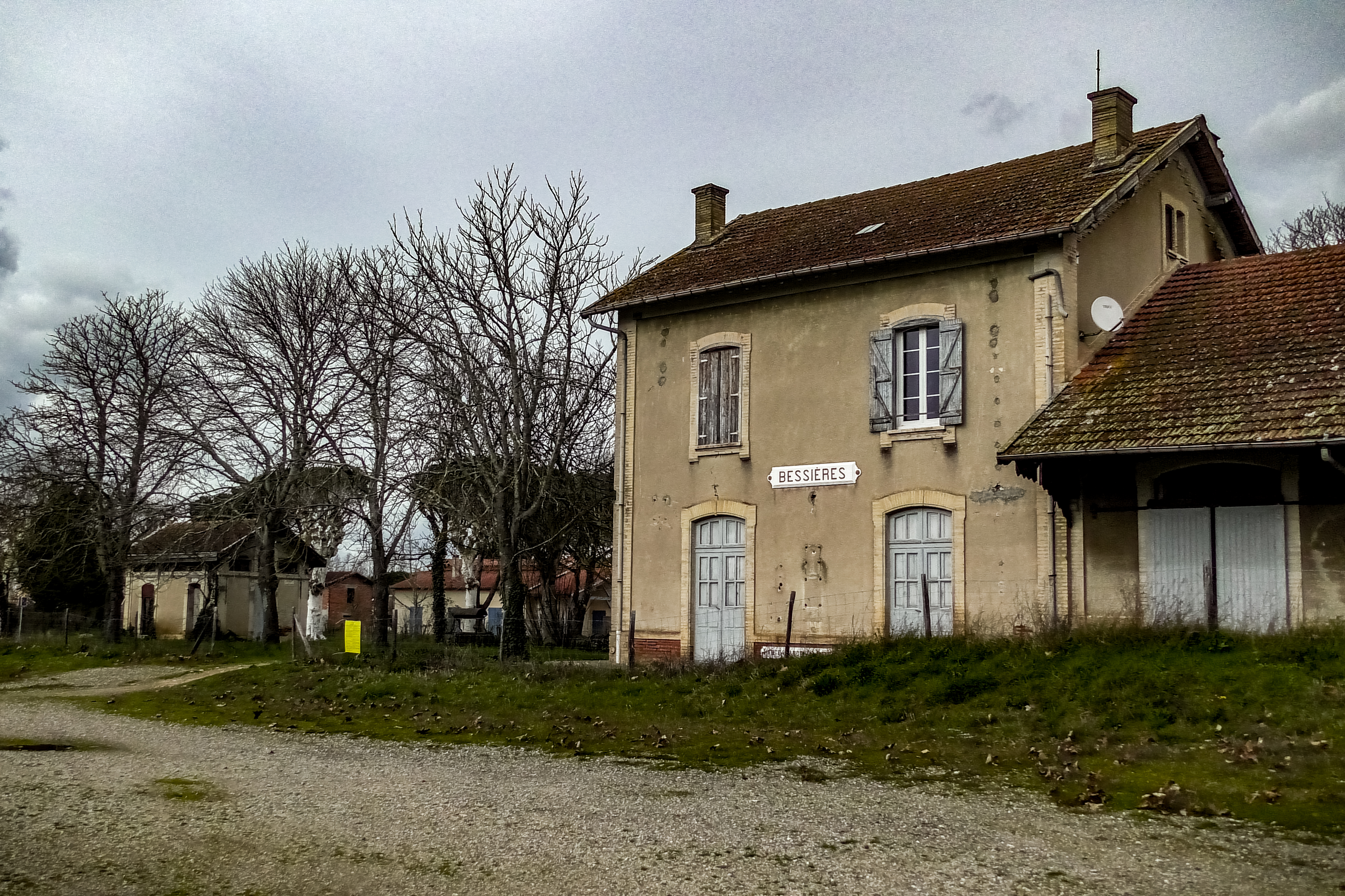
L'ancien bâtiment voyageurs vue du côté des voies.